# Тральщики типа «Оксёй»
Тральщики класса «Оксёй» (норв. Oksøy-klassen) — серия норвежских тральщиков 1990-х годов. Корабли этого класса отличаются стеклопластиковым катамаранным корпусом на воздушной подушке. Всего с 1990 по 1995 год на верфях Kværner Mandal было построено четыре корабля этого класса, совместно с пятью тральщиками класса «Альта», построенными по схожему проекту и отличающимися в основном оборудованием. По состоянию на 2007 год, три тральщика класса «Оксёй» всё ещё состоят на вооружении ВМС Норвегии и ещё один числится в резерве.

## Представители
| Название        | Номер | Вступление в строй |
| --------------- | ----- | ------------------ |
| Оксёй Oksøy     | M 340 | 24 марта 1994      |
| Кармёй Karmøy   | M 341 | 24 октября 1994    |
| Молёй Måløy     | M 342 | 24 марта 1995      |
| Хиннёйа Hinnøya | M 343 | 8 сентября 1995    |